# Escuela y Liceo Elbio Fernández
La Escuela y Liceo Elbio Fernández, es un colegio laico y privado de Uruguay. Es considerado como el proyecto inspirador de la Reforma Vareliana.

## Historia
Fue fundado el 3 de septiembre de 1869, por la Sociedad de Amigos de  la  Educación  Popular   una sociedad conformada por doscientos seis integrantes que tenían como objetivo la apertura de una institución educativa la cual sería el campo experimental de una reforma significativa en la educación.Reforma que se consagraría en 1876 y recibiría la denominación de Reforma Vareliana.
La escuela abrió sus puertas en septiembre y se determinó que en su escudo e insignia institucional, estuviera presente el lema es la frase: «“Luz más luz”» , las últimas palabras  pronunciadas por Johann von Goethe antes de morir.Su denominación hace honor a Elbio Fernández, quien fuera presidente y impulsor de su creación dentro de la Sociedad de Amigos hasta su fallecimiento poco antes de la apertura.
Posteriormente en 1915, el profesor Jerónimo Zolesi funda el Liceo, razón por la cual cambia su denominación a Escuela y Liceo Elbio Fernández. El profesor Zolesi, sería director general de secundaria, hasta su fallecimiento en 1938.

## Actualidad
Dedicado actualmente a la educación inicial, primaria, secundaria. El departamento de educación inicial está en la calle Santiago de Chile 1163, la educación primaria en la calle Canelones 1382 y la educación secundaria en la calle Maldonado 1381. Tiene un programa de becas de excelencia. Desde 2010 tiene la habilitación definitiva del Ministerio de Educación y Cultura para brindar la carrera de magisterio. Ofrece formación bilingüe en español e inglés y cuenta con su publicación anuaria.
Fue la primera institución privada uruguaya en dictar el bachillerato tecnológico en 2004, en administración, construcción, deporte y recreación, informática y turismo, dándoles a sus alumnos títulos técnicos a la hora de egresar de la educación secundaria.
En 2018, la Sociedad de Amigos de la Educación Popular cumplió 150 años, y en 2019 la escuela y liceo.

## Himno
El himno de la institución fue compuesto por Jerónimo Zolesi con música de Miguél Gómez Ares, en donde se nombra al referente de la educación uruguaya José Pedro Varela.

"Nuestra Escuela
es el templo sereno
donde brilla la luz del saber.
Es su culto lo bello y lo bueno
y su amable portada, el Deber.
Nuestra Escuela es el faro eminente
que glorioso, Varela encendió,
«Luz más Luz» es su lema fulgente.
«Luz más Luz» su programa inspiró.
Celebremos con himno, con himno sonoro
de la Escuela el pasado triunfal.
y grabemos con letras, con letras de oro
del futuro la estrofa augural".
Himno Escuela y Liceo Elbio Fernández.

## Alumnos
Entre los exalumnos destacados se encuentran:
- Dora Isella Russell
- Silvia Kliche
- Gonzalo Aguirre Ramírez
- Rodolfo Tálice
- Luis Batlle Berres
- Hugo Achugar
- Martín Aguirre Gomensoro
- Rodrigo Arocena
- José Enrique Rodó
- Antonio Larreta
- Roberto Musso
- Ricardo Musso
- Julio María Sanguinetti
- Julio César Ribas
- Santiago Tavella
- Rodolfo Arotxarena
- Jorge Batlle Ibáñez
- Lucio Cáceres
- Roberto Caldeyro Barcia
- Jorge da Silveira
- Horacio Ferrer
- Federico García Vigil
- Luis Alberto de Herrera
- Juan Andrés Ramírez
- Giannina Silva